# Plattdyna
Plattdyna (Nemania serpens) är en svampart. Plattdyna ingår i släktet Nemania och familjen kolkärnsvampar.  Arten är reproducerande i Sverige.

## Underarter
Arten delas in i följande underarter:
- serpens
- colliculosa
- hydnicola